# Plumelec
Plumelec (bret. Pluveleg) – miejscowość i gmina we Francji, w regionie Bretania, w departamencie Morbihan.
Według danych na rok 2010 gminę zamieszkiwało 2685 osób, a gęstość zaludnienia wynosiła 46 osób/km².